# Megachasmidae
Megachasmidae vormen een familie van haaien uit de orde van Makreelhaaien (Lamniformes).

## Geslacht
- Megachasma Taylor, Compagno & Struhsaker, 1983